# مسجد ومدرسة الأمير أسنبغا
مسجد مدرسة الأمير أسنبغا أنشئها الأمير سيف الدين أسنبغا بن بكتمر الأبوبكرى سنة 772هـ (1370م) في أيام السلطان شعبان بن حسين بن الناصر. وتقع بشارع درب سعادة في باب الخلق، ويتبع منطقة آثار شمال القاهرة. صحن الجامع مستطيل أبعاده 67.60× 8.30م ويحتوي على إيوانين، إيوان القبلة مساحته 8.30×4.60 م، والإيوان الشمالي الغربي مساحته 8.30×4.30م، وتعلو المئذنة الواجهة وهي من ثلاث دورات.

## وصفه
تقع الواجهة الرئيسية للمدرسة في الضلع الشمالي الغربي ويبلغ طولها 25 مترا يقسمها المدخل الرئيسى إلى قسمين متساويين تقريبا، إذ يبلغ طول الجزء الشمالي من الواجهة 11 مترا، والجزء الجنوب 25 متر. ويبلغ الجزء الشمالي من الواجهة وعلى بعد ثلاثة أمتار من المدخل ثلاث حنيات مسطحة يبلغ عمقها 30 سم أوسطها أوسعها، وبكل حنية يوجد نافذتان السفلى منهما مستطيلة الشكل ومملوءة بمصبعات حديدية والعليا تبدو من الخارج قنديلية الشكل .

## المنشئ
أنشئها الأمير سيف الدين أسنبغا بن بكتمر الأبوبكرى سنة 772هـ (1370م) في أيام السلطان شعبان بن حسين بن الناصر. جلب أسبنغا إلى مصر في عهد السلطان المنصور قلاوون 1279 - 1290م وكان طفلاً، تربى في القلعة وقربه السلطان وتولى أمرة الطبلخانة في أيام الناصر محمد (كانت من وظائف أرباب السيوف وأمير طبلخانه كان يحق أن تدق الطبول على أبوابه). تولى وظيفة أميراخور في أيام السلطان حسن، وعينه نائب الإسكندرية ثم نائباً لحلب، وفي أيام السلطان شعبان بن حسن 1363 - 1376م أصبح حاجب الحجاب (وكانت من أرقى الوظائف وكان صاحبها يقوم بالنظر في أمور الأجناد والإقطاعات وغيرها). توفي أسنبغا في محرم سنة 77هـ(1375م).